# Halticoptera helioponi
Halticoptera helioponi är en stekelart som beskrevs av De Santis 1976. Halticoptera helioponi ingår i släktet Halticoptera och familjen puppglanssteklar.
Artens utbredningsområde är Uruguay. Inga underarter finns listade i Catalogue of Life.